# Rasad 1
Rasad 1 (en Persan « Observation ») est le deuxième satellite de fabrication iranienne placé en orbite par un lanceur iranien. Ce petit satellite d'observation de la Terre expérimental a été placé sur une orbite basse le 2 février 2009 par un lanceur Safir-1A. Stabilisé par gradient de gravité et équipé d'une caméra ayant une résolution spatiale de 150 mètres, il a permis de tester avec succès des techniques d'imagerie satellitaire durant 21 jours. 

## Contexte
Rasad 1 est le deuxième satellite iranien placé en orbite par un lanceur national près Omid et le troisième satellite  iranien. À la suite du succès de Omid, l'agence spatiale iranienne alloue une enveloppe de 10 millions US$ à trois universités dont l'Université de technologie Malek-Ashtar (en). Celle-ci développe Rasad en association avec le ministère de la Défense et celui des télécommunications et des technologies de l'information. C'est le premier satellite de ce pays équipé d'une caméra. L'objectif de sa mission est de mettre au point les différentes techniques d'imagerie satellitaire.  

## Caractéristiques techniques
Ce nano-satellite d'observation de la Terre expérimental a une masse de 15 kilogrammes et a la forme d'un prisme octogonal. Il est stabilisé par gradient de gravité grâce à une perche déployée en orbite. Il est alimenté en énergie par des cellules solaires qui recouvrent le corps du satellite. Son principal instrument est une caméra fournissant des images avec une résolution spatiale de 150 mètres. Le satellite est conçu pour une durée de vie de 60 jours,.

## Déroulement de la mission
Le satellite Rasad 1 est placé en orbite le 2 février 2009 par le lanceur léger iranien Safir-1A, qui décolle de la base de lancement de Semnan. Du fait de la puissance réduite du lanceur, le satellite a été placé sur une orbite particulièrement basse (périgée 236 km, apogée 299 km) avec une inclinaison orbitale de 55,7 degrés. Il a entamé une rentrée atmosphérique 21 jours après son lancement. Le satellite s'est consumé dans l'atmosphère le 6 juillet 2011.